# Marie Claude Naddaf
Marie Claude Naddaf, ou sœur Marie Claude, est une religieuse et une militante sociale, en Syrie, qui agit pour la défense des droits des femmes.

## Biographie
En 1994, Marie Claude Naddaf devient la mère supérieure du couvent du Bon Pasteur à Damas et en 1996, elle et son couvent, ouvrent l'abri oasis, premier lieu d'accueil en Syrie, des victimes de violences familiales et de traite des êtres humains. Par ailleurs, elle lance le premier numéro de téléphone d'urgence qui est rattaché à un centre d'accueil d'urgence pour les femmes.
Elle parvient également à ce que les femmes détenues par la police, soient conduites dans un centre d'accueil, s'il est établi qu'elles sont victimes de la traite. Elle crée une école maternelle et un programme d'enseignement professionnel pour les femmes de la prison de Damas.
Elle obtient, le 10 mars 2010, de la secrétaire d'État des États-Unis, Hillary Clinton, le Prix international de la femme de courage.